# Walkpast
walkpast很好聞雜誌（英語：《The walkpast》）創辦人weichainkli免費熱心翻譯各地國際新聞英文內容, 並提供個人觀點而發行的繁體中文街頭報 ，主要以社會議題、時事為主。並藉由特定通路與索取方式，每月定期以數量決定捐助金額回饋社會關懷企業，于每月五日定期發刊。

## 通路模式
刊物的主要通路是透過定點免費拿取，另外也有在獨立咖啡、書店提供過期刊物免費索取。

## 外部連結
- Walkpast - 很好聞的Facebook專頁